# Lill-Hundsjön, Jämtland
Lill-Hundsjön är en sjö i Bräcke kommun och Östersunds kommun i Jämtland och ingår i Ljungans huvudavrinningsområde. Sjön har en area på 0,112 kvadratkilometer och ligger 357,3 meter över havet. Sjön avvattnas av vattendraget Sörviksån.

## Delavrinningsområde
Lill-Hundsjön ingår i det delavrinningsområde (699323-146086) som SMHI kallar för Inloppet i Sundsjön. Medelhöjden är 364 meter över havet och ytan är 17,46 kvadratkilometer. Det finns inga avrinningsområden uppströms utan avrinningsområdet är högsta punkten. Sörviksån som avvattnar avrinningsområdet har biflödesordning 3, vilket innebär att vattnet flödar genom totalt 3 vattendrag innan det når havet efter 220 kilometer. Avrinningsområdet består mestadels av skog (75 procent). Avrinningsområdet har 0,49 kvadratkilometer vattenytor vilket ger det en sjöprocent på 2,8 procent.